# Melissodes interrupta
Melissodes interrupta är en biart som beskrevs av Laberge 1961. Melissodes interrupta ingår i släktet Melissodes och familjen långtungebin. Inga underarter finns listade i Catalogue of Life.